# Klotylda Kowalska
Klotylda Kowalska (? – 1933) – polska nauczycielka, działaczka katolicka i kobieca.

## Życiorys
Córka powstańca z 1846, a potem urzędnika starostwa Jana Wierusza Kowalskiego i Anastazji z Zielińskich. Miała liczne rodzeństwo: siostrę Józefę, oraz braci: generała armii austro-węgierskiej i WP Henryka (1846–1929), Antoniego, Zygmunta i Tytusa.
Nauczycielka szkoły żeńskiej, następnie kierowniczka szkoły w dzielnicy kolejowej, w 1914 dyrektorka szkoły wydziałowej w Nowym Sączu. Członkini Towarzystwa Tatrzańskiego delegatka w Nowym Sączu (1899-1911). Od 8 września 1905 r. była prezydentką kongregacji nauczycielek Sodalicji Mariańskiej w Nowym Sączu, której moderatorem był o. Stanisław Załęski. Od stycznia 1913 do czerwca 1915 działaczka związanego z irredentą antyrosyjską Komitetu Kobiet Polskich w Nowym Sączu. Była w latach 1913–1914 kasjerką sekcji finansowej komitetu. W 1913 członkini Komitetu Pań do krzewienia ruch skautowego przy „Sokole” w Nowym Sączu. Po wybuchu I wojny światowej i zajęciu Nowego Sącza przez wojska rosyjskie była od września 1914 do maja 1915 uchodźczynią wojenną w Wiedniu. Od czerwca 1915 działaczka koła nowosądeckiego Ligi Kobiet Galicji i Śląska, w latach 1917–1918 członkini Naczelnego Zarząd Ligi.
W okresie międzywojennym działała w Sodalicji Pań Nauczycielek w Nowym Sączu.